# Саурмаг I
Саурмаг I (груз. საურმაგი) је други грузијски монарх из династије Фарнавазида.
Професор Кирил Туманов сматра период његове владавине 234-159. п.н.е.. Према грузијским хроникама, због завере племића, Саурмаг је био принуђен да побегне у Џурџукетију (одакле је била Саурмагова мајка). Уз помоћ Џурдука, Сармата и његових присталица у Картлију, Саурмаг је вратио круну и створио ново племство, потпуно потчињено његовој власти. Опште је прихваћено да Саурмаг није имао сина, те је стога престо наследио његов усвојени син Миријан .
Према професору Јавусу Ахмадову, име Саурмаг је персијског порекла. Такође, према његовим информацијама, године живота (а не владавине) Саурмага су 237-162. пне., пошто је сумњиво да је царовао 74 године. Прве године владавине Саурмага, као и последње године владавине његовог оца Фарнаваза I, карактерише територијално ширење Иберије. На истоку је обухватала земље Хереције, насељене албанским племенима која припадају нахо-дагестанској језичкој групи. Као резултат тога, Атропатена је постала источни сусед Иберије, Јерменије на југу и Понтског краљевства на западу. Међутим, појачана унутрашња борба са појачаним племством натерала је Саурмага у бекство. Сакупивши велику војску својих присталица, Саурмаг је изненада упао у Картли и, захваљујући бројчаној надмоћи и изненађењу напада, лако је повратио власт..
Његови противници су делимично уништени, а делом помиловани. Саурмаг је извршио реформу система управљања, ослабио стару елиту и уздигао услужни слој. Многи џурџуци су добили положаје и земље. Судећи по томе што Саурмаг није именовао свој еристави у Џурџукетију, може се закључити да је овај део земље постао краљевски домен. Пошто је била пренасељена, Саурмаг је почео масовно да пресељава Џурџуке у северне регионе Кахети и Картли. Тако је Саурмаг створио основу за снажну власт на северу земље, независну од племства Картли.